# Vojtěch Šimek (lední hokejista)
Vojtěch Šimek (1899/1900? – 8. července 1947 Praha) byl československý lední hokejista, hrající na pozici brankáře.

## Život
Vojtěch Šimek, zvaný Vojcek, se původně věnoval fotbalu a hrál za juniory ve Slavii Praha. Jako hokejový brankář působil Vysokoškolském sportu, v Rapidu a v LTC Praha. Byl náhradníkem Jana Peky jak v Rapidu, tak po jeho příchodu do LTC. S LTC se zúčastnil Spenglerova poháru ve Švýcarsku a v roce 1932 vyhrál československý šampionát.
Jako náhradník působil i v československé reprezentaci, aniž by odehrál jediné utkání. Zúčastnil se Mistrovství Evropy 1932, kde československé družstvo skončilo páté.
Po skončení aktivní hráčské kariéry působil ve vedení LTC Praha jako člen ústředního výboru a pokladník hokejového odboru. Zemřel ve věku 47 let v Praze v nemocnici na Bulovce.

## Hráčská kariéra
- 1931–1932 – LTC Praha